# Павлиноглазка терновая
Павлиноглазка терновая или павлиноглазка сливовая или сатурния средняя или средний ночной павлиний глаз (лат. Saturnia spini) — евро-азиатский вид бабочек из семейства павлиноглазок.

## Описание
Размах крыльев 60—90 мм. Окраска обоих полов сходна. Крылья буровато-серые, иногда со слабо выраженным голубоватым оттенком. На каждом крыле имеется по одному крупному «глазку». Рисунок на крыльях образован широкими поперечно идущими полосами и зазубренными линиями. Основание передних крыльев бурого цвета, отделено от их средней части двойной полосой. Внутренняя срединная полоса темно-бурая, как и прикорневое пятно. Она может быть образована несколькими линиями. «Глазок» расположен на фоне удлиненного пятна светлого цвета. Он окружён тёмной каймой, внутри которой имеется кольцо жёлтого цвета и почти чёрное срединное пятно. По краю крыла проходят светлая и бурая поперечные полосы, а также двойная зубчатая линия. Рисунок заднего крыла сходен с рисунком переднего, но является менее ярким. Самка является похожей на самку павлиноглазки малой. Отличительным признаком от данного вида служит форма внутренней поперечной полосы передних крыльев: у терновой павлиноглазки она является прямой, плавно изогнутой посередине, а у малой павлиноглазки — он является зубчатой. Половой диморфизм выражен слабо: самки крупнее самцов, усики самцов — гребенчатые.

## Ареал
Данный вид обитает в Юго-Восточной Европе и Малой Азии, а также в Северо-Западном Иране. В России отмечался в окрестностях Таганрога и на Южном Урале (Оренбургская губерния). В XIX — начале XX веков вид также ловился в Северо-Западном Казахстане по реке Урал и, по непроверенным данным, на западе Алтая. Отмечался для Молдавии. На территории Украины вид ранее встречался почти повсеместно, кроме Карпат и Полесья. В последние годы на Украине находки вида вообще не фиксировались. В коллекции Зоологического института РАН имеются четыре экземпляра данного вида из Крыма.
В горах на территории своего ареала может подниматься до 1500 м. н.у.м.

## Биология
Развивается в одном поколении. Время лёта приходится на конец апреля — середину мая, на севере ареала — включая июнь. Самки активны только в тёмное время суток. Самцы активны и днём. Преимущественно летают в сумерках. Встречается на лесных полянах и опушках, в редколесьях, среди кустарников на пустырях, на степных участках и на склонах оврагов с зарослями терна. Бабочки не питаются — афагия — и живут за счёт запасов питательных веществ, накопленных на стадии гусеницы. Встречается редко, преимущественное единичными особями.

## Жизненный цикл
После спаривания самки откладывают ночью до 200 яиц. Гусеница чёрного цвета, в младших возрастах с синеватыми, в старших — красноватыми, оранжевыми или красновато-жёлтыми бородавками с чёрно-серыми длинными волосками. Питается листьями тёрна, сливы, крушины, жостера, шиповника и других. Также могут питаться на иве, вязе, ольхе. Развивается гусеница с конца мая до начала июля. Окукливается на прикорневой части кормового растения в плотно грушевидной коконе. Зимует куколка.

## Замечания по охране
Занесена в Красную книгу Украины.